# 沙皇專制制度
沙皇專制制度（俄语：царское самодержавие），是指起源自莫斯科公國的一種君主專制和政教合一的獨裁形式，在沙皇專制制度下，所有的權力和財富分佈被沙皇（即「全俄羅斯皇帝和獨裁者」）控制。比起一個受立法機關和憲法約束的君主，沙皇的權力要大得多。他們甚至擁有西方君主沒有的宗教權力，如掌握俄羅斯正教會，擁有同意大主教的任命權力。俄羅斯沙皇比法國波旁王朝君主的權力更大。俄羅斯從伊凡三世時期開始實行此一制度，廢於1917年二月革命時期。有部分歷史學家視此制度的傳統為影響日後蘇聯極權主義的因素。

## 别名
該系統也被描述為以下名稱：帝王專制、俄羅斯專制、莫斯科專制、沙皇專制，俄羅斯專制主義。

## 歷史
專制主義在俄國在17世紀和18世紀逐步發展起來，取代了伊凡三世建立在拜占庭式傳統的莫斯科公國政府。
在彼得大帝的統治時期，在建立官僚公務員体系的基礎上，降低了貴族势力并加強了沙皇的中央政權，還加強了國家對東正教的控制，叶卡捷琳娜大帝其在位往往被視為俄羅斯轉向歐洲大陸開明專制的模式，主張君權神授，並在1785年頒布的憲章，在法律上肯定了貴族前幾年已經獲得的權利和特權，然而事實上，真正的權力歸國家所有的官僚機構。後來的沙皇亞歷山大一世建立了國務院作為諮詢立法機構。但在亞歷山大二世时代才建立獨立的司法系統，在俄國1905年革命前俄羅斯也没正式憲法。

## 職能
沙皇專制制度的核心是沙皇本人，具有絕對的權威，享有無限制立法、司法、行政權力。沙皇也被認為是所有臣民的父親。
此外與西歐不同的是，俄羅斯没有政教爭權問題，沙皇掌握對東正教的控制權，與其他歐洲王室須和天主教會共同控制不同。
沙皇專制制度在俄羅斯已有許多支持者。主要倡導者和理論家包括世界著名的作家：杜思妥也夫斯基、尼古拉·卡拉姆津、阿克薩科夫，他們都認為，一個強大和繁榮的俄羅斯需要一個強而有力的沙皇，自由民主以及共和哲學不適合俄羅斯。沙皇被看作是負責所有老百姓生活的父親。